# Мала імператорська корона
Мала імператорська корона Російській імперії — одна з імператорських регалій. 
Мала імператорська корона була виконана майстром Л.Зефтігеном для імператриці Марії Олександрівни, дружини Олександра II у Санкт-Петербурзі в 1856 р. за старими малюнками ювеліра Л. Д. Дюваля (1797 р.). До коронації в 1883 р. Марії Федорівни — дружини Олександра III Зефтіген дещо переробив корону. Після революції вона знаходиться в Алмазному фонді. Ця прикраса оздоблена 1393 діамантами.

## Опис
Це корона типу митри (нем. «Mitrenkrone»). Вона виготовлена за зразком Великої імператорської корони (1762).
Корпус корони виготовлений зі  срібла. На виготовлення корпусу пішло 256,96 грамів  срібла та 2,26 грамів золота. Він містить 1393 діамантів (на 586,2 карати) та 2167 дуже дрібних алмазів огранки "троянда" (хоча останніх велика кількість, важать вони усього 9 каратів). Загальна вага корони — 378 грамів. Висота — 13 сантиметрів, диаметр по нижній частині - 12 см.
У 1984 р. корона була відреставрована співробітниками Гохрану СРСР - художником В. Г. Сітніковим і ювелірами Б.В. Івановим та Г. Ф. Алексахіним.
На даний час Велика імператорська корона знаходиться в  Алмазному фонді Російської Федерації.

## Коронації
Корона використовувалась для коронацій імператриць-консортів:
- 26 серпня 1856 р. - Марії Олександрівни (Максиміліани Гессен-Дармштадтської)
- 15 травня 1883 р. - Марії Федорівни (Дагмари Данської)

Коронації відбулися, як і раніше, в Успенському соборі Кремля.